# Имперсонализм
Имперсонали́зм (от лат. im–personaliter — «безлично» ← лат. in- (im–) — «не-, без-» + лат. persona — «личность, лицо») — форма новоевропейского мировоззрения, одна из доминант культуры XX века. Это философия безличности, ставящая взаимоотношения между субстанциями над их внутренней природой.
Термин имперсонализм применяется в различных областях, связан с обезличиванием как идеей, так и обезличиванием как естественным процессом массового общества.

## Идеи имперсонализма в философии, религии и культуре
В философии имперсонализм контрастный термин по отношению к персонализму. Так, логизм, онтологизм и персонализм русской мировой школы мысли противопоставляются рационализму, меонизму и имперсонализму западной философии.
Идеи имперсонализма характерны для некоторых направлений индуизма, в частности, Шанкара представлял Брахмана как безличностный (имперсональный) Абсолют. Имперсонализм в религии рассматривает Бога в качестве безличностной идеи, или же энергии, силы и может вытекать из пантеистического монизма. Исходный имперсонализм характерен для немецкой мистики Экхарта — Бёме с учением об изначальной Urgottheit (Ungrund), в которой возникают ипостаси, мир и человек.
Имперсонализм отчасти характерен для Л. Н. Толстого, Пьеро делла Франческа. Одним из представителей имперсонализма считают А. Эйнштейна. Так в 1921 году Эйнштейн ответил на вопрос верите ли вы в Бога так: «Я верю в Бога Спинозы, который проявляет себя в закономерной гармонии бытия, но вовсе не в Бога, который хлопочет о судьбах и делах людей».